# Dominella Arias
Dominella Johana Arias (* 14. Mai 1994) ist eine argentinische Speerwerferin.

## Sportliche Laufbahn
Erste internationale Erfahrungen sammelte Dominella Johana Arias 2014 bei den U23-Südamerikameisterschaften in Montevideo, bei denen sie mit einer Weite von 46,32 m den sechsten Platz belegte. Im Jahr darauf nahm sie an der Sommer-Universiade in Gwangju teil, schied dort aber mit 43,59 m in der Qualifikation aus. Bei den U23-Südamerikameisterschaften 2016 in Lima wurde sie mit einem Wurf auf 47,24 m Fünfte und bei den Südamerikameisterschaften 2019 ebendort klassierte sie sich mit 46,98 m auf dem sechsten Platz. Anschließend nahm sie erneut an den Studentenweltspielen in Neapel teil, erreichte aber mit 47,17 m nicht das Finale. 2021 wurde sie bei den Südamerikameisterschaften in Guayaquil mit 45,08 m Achte.
In den Jahren 2016 und von 2019 bis 2021 wurde Arias argentinische Meisterin im Speerwurf.